# Kazuhiro Murakami
Kazuhiro Murakami (村上 和弘 Murakami Kazuhiro?), född 20 januari 1981 i Mie prefektur, är en japansk fotbollsspelare.
Murakami började sin karriär 1999 i Yokohama F. Marinos. 2001 flyttade han till Vegalta Sendai. Han spelade 125 ligamatcher för klubben. Efter Vegalta Sendai spelade han för Kawasaki Frontale och Omiya Ardija. Han gick tillbaka till Vegalta Sendai 2014. Han avslutade karriären 2015.